# Чакабуко (провінція)
Провінція Чакабуко (ісп. Provincia de Chacabuco) — провінція у Чилі у складі області Сантьяго (область). Адміністративний центр — Коліна. Складається з 3 комун. Територія — 2076,1 км². Населення — 132 798 осіб. Щільність населення — 63,97 осіб/км².

## Географія
Провінція розташована на півночі області Сантьяго.
Провінція межує:
- На півночі — провінції Сан-Феліпе-де-Аконкагуа і Лос-Андес
- На сході — провінція Сантьяго
- На півдні — провінція Сантьяго
- На заході — провінції Кільйота, Вальпараїсо і Меліпілья

## Адміністративний поділ
Провінція складається з 3 комун:
- Коліна. Адміністративний центр — Коліна.
- Лампа. Адміністративний центр — Лампа.
- Тільтіль. Адміністративний центр — Тільтіль.

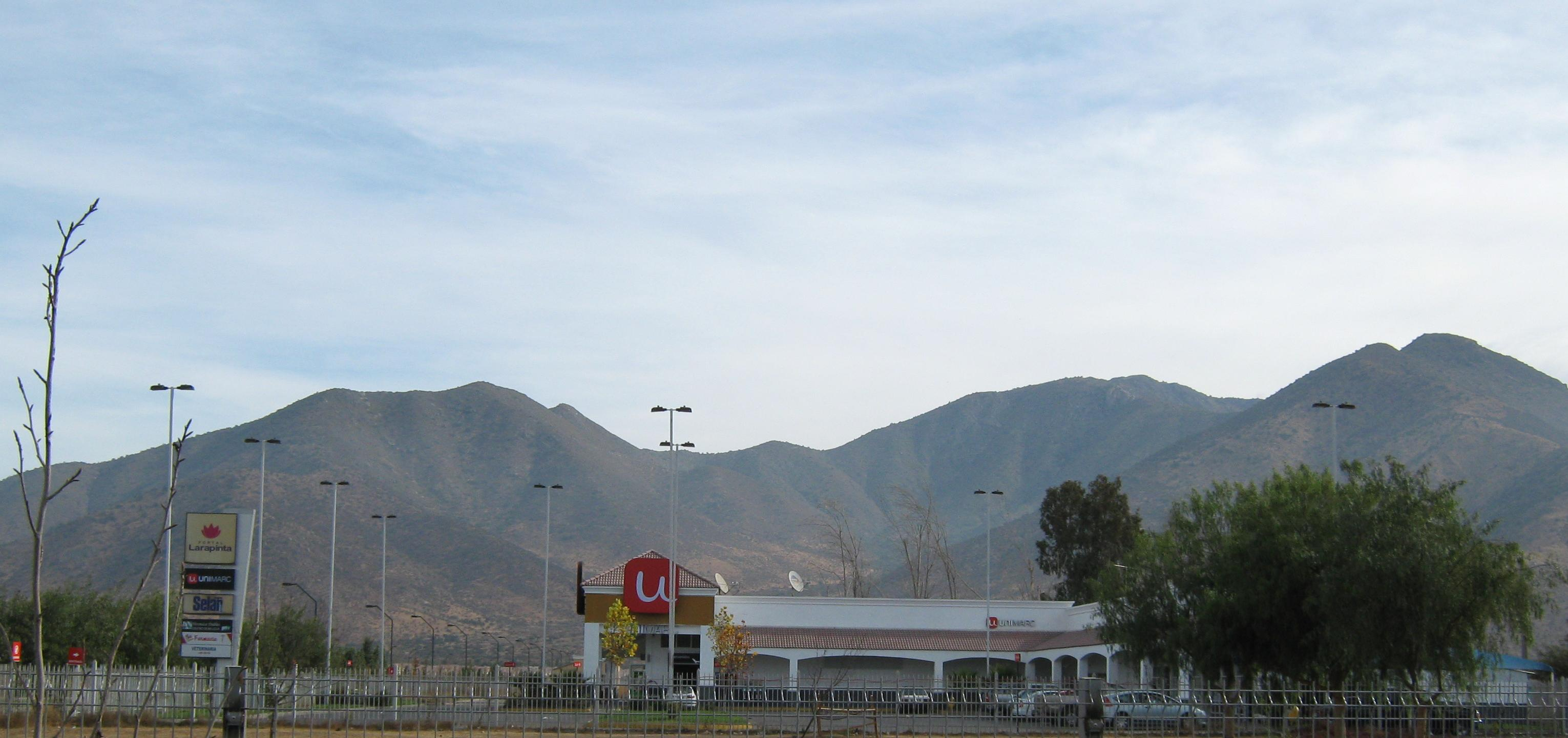